# Козлов, Дмитрий Фёдорович
Дмитрий Фёдорович Козлов (1914—1973) — подполковник Советской Армии, участник боёв на реке Халхин-Гол и Великой Отечественной войны, Герой Советского Союза (1939).

## Биография
Дмитрий Козлов родился 1 (14) января 1914 года в деревне Рубчее (ныне — Сосковский район Орловской области). После окончания семи классов школы работал слесарем, бригадиром слесарем Брянского завода автосцепки. В феврале 1936 года Козлов был призван на службу в Рабоче-крестьянскую Красную Армию. Окончил школу младших командиров. В 1939 году он окончил курсы младших лейтенантов.
Участвовал в боях на реке Халхин-Гол, будучи командиром взвода огнемётных танков 11-й лёгкой танковой бригады 1-й армейской группы. 20 августа 1939 года взвод Козлова уничтожил три японских противотанковых орудия и разгромил пехотный батальон противника, что способствовало успешному продвижению вперёд всей бригады.
Указом Президиума Верховного Совета СССР от 17 ноября 1939 года за «мужество и героизм, проявленные при выполнении воинского и интернационального долга» младший лейтенант Дмитрий Козлов был удостоен высокого звания Героя Советского Союза с вручением ордена Ленина и медали «Золотая Звезда» за номером 174.
В 1941 году Козлов окончил два курса Военно-политической академии. С 1942 года — на фронтах Великой Отечественной войны. В 1943 году он окончил курсы усовершенствования офицерского состава. В боях был тяжело ранен и контужен. В 1946 году в звании гвардии подполковника Козлов вышел в отставку. Проживал в городе Искитим Новосибирской области. Умер 28 февраля 1973 года.
Был также награждён двумя орденами Красного Знамени и орденом Суворова 3-й степени, рядом медалей.
Бюст Козлова установлен в Искитиме.